# Blender Publisher
Blender Publisher foi um programa de computador desenvolvido pela já falida Not a Number Tecnologies, para modelagem, animação e renderização de modelos tridimensionais e, criação de aplicações interativas em 3D, tais como jogos, apresentações e outros, considerando-se motor de jogo. Inclui suporte à Python como linguagem de script, para uso no programa e em aplicações 3D criadas no mesmo. Era a versão alternativa do Blender Creator, cuja licença era livre.

## História
O Publisher está com seu desenvolvimento parado, desde 2002. Ele foi a última versão comercial do Blender. Porém, é distribuido gratuitamente pela Blender Foundation, atualmente.
Comparado com versões atuais do Blender, esta versão tem baixa velocidade (motor de jogo), poucas funções, e difícil uso (GUI obsoleta e suporte para inglês, apenas).

## Licença de uso
O Blender Publisher, por não estar sob a GNU GPL, pode ser usado comercialmente com scripts Python, ao contrário de versões atuais, que só podem ser usadas em produções comerciais, se não forem usados scripts em seu motor. Atualmente é gratuito, e pode ser obtido no site do Blender. Porém há desvantagens, em relação a velocidade e funções da Blender Python API. Para usar todas as funções do Publisher, é necessário baixar a chave comercial, agora gratuita, e instalá-la no Publisher. Porém, a Blender Foundation fornece apenas a chave “Individual”, que tem limitações (podem ser criados até 1000 executáveis). A Blender Foundation não especifica se o Blender Publisher pode ser usado comercialmente, e se esse limite pode ser excedido.

### Plataformas
O Blender Publisher está disponível para diversos sistemas operacionais. Eles são: Microsoft Windows, Mac OS X, Linux, Solaris, FreeBSD e IRIX.